# Route magistrale 11 (Arménie)
Pour les articles homonymes, voir M11 et Route 11.
La route magistrale M11 (en arménien : Մ 11 ճանապարհ) est une route magistrale en Arménie.
Elle s'étend de Vaghashen jusqu'à frontière entre l'Arménie et l'Azerbaïdjan,,

## Présentation
La M11 part de Martouni, de son croisement avec la M10, la route reliant Sevan au sud de l'Arménie. 
La M11 est une route panoramique sur la rive sud du grand lac Sevan, bordée au sud  par des montagnes culminant à 3 400 mètres d'altitude. 
La route traverse plusieurs villages agricoles. 
À Vardenis, la M14, qui traverse la rive est du lac Sevan, se termine. 
La M11 continue à une altitude d'environ 2 000 mètres à travers une zone assez plate jusqu'au-delà de Sotk, après quoi la M11 se termine à la frontière avec le Haut-Karabakh.
La route magistrale M11 mesure 56,2 km de long.

## Histoire
Après l’effondrement de l’Union soviétique, le M11 est devenue une route de transit important vers le Haut-Karabakh. 
Il s'agit d'une route secondaire reliant l'Arménie au Haut-Karabakh.

## Tracé
- Martouni
- Vaghashen
- Tsovinar
- Vardenis
- Sotk
- Frontière entre l'Arménie et l'Azerbaïdjan